# Сокорово (Одесская область)
Сокорово (укр. Сокорове) — село, относится к Великомихайловскому району Одесской области Украины.
Население по переписи 2001 года составляло 124 человека. Почтовый индекс — 67123. Телефонный код — 4859. Занимает площадь 0,49 км². Код КОАТУУ — 5121681904.

## Местный совет
67123, Одесская обл., Великомихайловский р-н, с. Кирово, ул. Кирова, 5